# 19 listopada
19 listopada jest 323. (w latach przestępnych 324.) dniem w kalendarzu gregoriańskim. Do końca roku pozostaje 42 dni.

## Święta
- Imieniny obchodzą: Barlaam, Barbara, Dionizy, Dargosław, Elżbieta, Faust, Jakub, Kryspin, Maksym, Małowid, Matylda, Paweł, Salomea, Seweryn i Teodor.
- Belize – Święto Garifuny
- Brazylia – Dzień Flagi
- Monako – Święto Księcia Rainiera (święto narodowe)
- Mali – Rocznica Zamachu Stanu
- Międzynarodowe:
  - Światowy Dzień Mężczyzn (Trynidad i Tobago oraz kraje zaproszone; w Polsce nieoficjalnie 10 marca)
  - Światowy Dzień Toalet
  - Międzynarodowy Dzień Zapobiegania Przemocy Wobec Dzieci[1]
  - Światowy Dzień Ubogich (po raz pierwszy obchodzony w 2017 r. z inicjatywy papieża Franciszka)
- Portoryko – Dzień Odkrycia
- Wspomnienia i święta w Kościele katolickim[2][3] obchodzą:
  - św. Barłaam z Antiochii (męczennik)
  - św. Mechtylda z Hackeborn
  - bł. Salomea (dziewica)

## Wydarzenia w Polsce
- 1257 – Poświęcono bazylikę św. Elżbiety Węgierskiej we Wrocławiu.
- 1417 – Elżbieta Pilecka, trzecia żona Władysława II Jagiełły, została koronowana na Wawelu na królową Polski.
- 1619 – Poświęcono odbudowaną kaplicę w Świętej Lipce.
- 1702 – III wojna północna: Dynów został ograbiony i spalony przez wojska szwedzkie.
- 1765 – Król Stanisław August Poniatowski otworzył w Warszawie pierwszą scenę publiczną, od 1807 roku nazywaną Teatrem Narodowym.
- 1808 – Do Wrocławia przyłączono okoliczne tereny, zwiększając powierzchnię miasta z 3,55 do 20,5 km².
- 1816:
  - Car Rosji i król Polski Aleksander I Romanow założył Królewski Uniwersytet Warszawski.
  - Nad Polską widoczne było całkowite zaćmienie Słońca (na linii Słupsk-Przemyśl).
- 1865 – Otwarto połączenie kolejowe Koluszek z Łodzią Fabryczną, tzw. Drogę Żelazną Fabryczno-Łódzką.
- 1901 – Warszawski Hotel Bristol przyjął pierwszego gościa.
- 1906 – Założono Muzeum Okręgowe Ziemi Kaliskiej w Kaliszu (jako Muzeum Archeologiczne).
- 1911 – Założono Klub Sportowy Polonia Warszawa.
- 1918 – Wojna polsko-ukraińska: ppłk Michał Tokarzewski-Karaszewicz zorganizował udaną odsiecz dla walczącego Lwowa.
- 1919 – Józef Piłsudski został honorowym obywatelem miasta Białegostoku.
- 1936 – Premiera komedii muzycznej Ada! To nie wypada! w reżyserii Konrada Toma.
- 1939 – 14 polskich literatów (m.in. Tadeusz Boy-Żeleński, Władysław Broniewski, Stanisław Jerzy Lec, Aleksander Wat i Adam Ważyk) podpisało oświadczenie witające przyłączenie Zachodniej Ukrainy do Ukraińskiej SRR.
- 1943 – Podczas likwidacji obozu janowskiego we Lwowie Niemcy wymordowali kilka tysięcy Żydów.
- 1948 – W Warszawie zakończył się proces działaczy PPS-WRN.
- 1953 – Utworzono Instytut Archeologii i Etnologii Polskiej Akademii Nauk.
- 1956 – Sejm PRL przyjął ustawę o radach robotniczych.
- 1959 – Rada Ministrów wydała rozporządzenie o połączeniu miast Katowice i Szopienice.
- 1965 – W 200. rocznicę powstania Teatru Narodowego oficjalnie otwarto odbudowany Teatr Wielki w Warszawie.
- 1966 – Ukazał się pierwszy album długogrający zespołu Czerwono-Czarni pt. Czerwono-Czarni.
- 1969 – Kontradmirał Ludwik Janczyszyn objął stanowisko dowódcy Marynarki Wojennej.
- 1980 – Rozpoczęto wydobycie w KWB „Bełchatów”.
- 1987 – Ewa Łętowska została pierwszym Rzecznikiem Praw Obywatelskich.
- 1990 – Instytut Fizyki Jądrowej w Krakowie otrzymał, jako pierwszy w Polsce, numer IP (192.86.14.0), który został mu nadany przez Departament Obrony Stanów Zjednoczonych.
- 1995 – W II turze wyborów prezydenckich Aleksander Kwaśniewski pokonał ubiegającego się o reelekcję Lecha Wałęsę.
- 1999 – Premiera filmu sensacyjnego Dług w reżyserii Krzysztofa Krauzego.
- 2005 – W Katowicach odsłonięto pomnik generała Jerzego Ziętka.
- 2009 – Sejm RP przyjął ustawę o grach hazardowych.
- 2012 – Polska formalnie została członkiem Europejskiej Agencji Kosmicznej.
- 2015 – Powstał Komitet Obrony Demokracji.

## Wydarzenia na świecie
- 461 – Hilary I został papieżem.
- 1190 – Został założony zakon krzyżacki.
- 1335 – Na zjeździe w Wyszehradzie królowie Jan Luksemburski i Kazimierz III Wielki ratyfikowali układ z Trenczyna.
- 1341 – Jan V Paleolog został koronowany na cesarza bizantyńskiego.
- 1367 – Wybuchła wojna duńsko-hanzeatycka.
- 1485 – Marco Barbarigo został dożą Wenecji.
- 1493 – Krzysztof Kolumb wylądował na Portoryko.
- 1523 – Kardynał Giulio de’ Medici został wybrany na papieża i przyjął imię Klemens VIII.
- 1544 – Paweł III wydał bullę Laetare Ierusalem zwołującą Sobór trydencki.
- 1608 – Maciej Habsburg został koronowany na króla Węgier.
- 1679 – Król Hiszpanii Karol II Habsburg ożenił się w Burgos z Marią Ludwiką Orleańską.
- 1688 – Chwalebna rewolucja: zwycięstwo Wilhelma III Orańskiego nad Jakubem II Stuartem w bitwie pod Wincanton.
- 1740 – W Comédie-Italienne w Paryżu odbyła się premiera sztuki Próba Pierre’a de Marivaux.
- 1794 – USA i Wielka Brytania zawarły tzw. traktat Jaya.
- 1809 – W bitwie pod Ocañą wojska francuskie dowodzone przez marszałka Nicolasa-Jeana de Dieu Soulta i króla Józefa Bonapartego odniosły swe największe zwycięstwo w czasie wojny w Hiszpanii.
- 1819:
  - Élie de Decazes został premierem Francji.
  - Otwarto Muzeum Prado w Madrycie.
- 1824 – Około 10 tys. osób zginęło w wyniku powodzi błyskawicznej w Petersburgu.
- 1831 – Rozpadła się na poszczególne kraje federacji tzw. Wielka Kolumbia.
- 1835 – Do głównej z Wysp Chatham na Pacyfiku przypłynął brytyjski statek z około 500 uzbrojonymi Maorysami, którzy rozpoczęli masakrę tubylców.
- 1836 – W Neapolu odbyła się premiera opery Oblężenie Calais Gaetana Donizettiego.
- 1842 – Założono Uniwersytet Chilijski w Santiago.
- 1849 – W Lipsku odbyło się premierowe wykonanie IV Symfonii Franza Schuberta.
- 1850 – Francuz Auguste Mariette odnalazł w Egipcie rzeźbę Siedzący skryba, pochodzącą z około 2620-2500 roku p.n.e.
- 1860 – W Rosji sformowano Kozackie Wojsko Kubańskie.
- 1861 – Wojna secesyjna: zwycięstwo Konfederatów w bitwie pod Round Mountain.
- 1863:
  - Prezydent USA Abraham Lincoln wygłosił tzw. przemowę gettysburgską, w której określił sens wojny secesyjnej jako walki o przetrwanie państwa opartego na wolności i równości wszystkich obywateli.
  - Zwodowano hiszpańską fregatę pancerną „Numancia”.
- 1866 – 7 polskich zesłańców, przywódców powstania zabajskalskiego, zostało skazanych na karę śmierci.
- 1879 – Wojna o Pacyfik: zwycięstwo wojsk chilijskich nad peruwiańsko-boliwijskimi w bitwie pod Dolores.
- 1885 – Wojna serbsko-bułgarska: zwycięstwo wojsk bułgarskich w bitwie pod Sliwnicą.
- 1889 – Ustanowiono flagę Brazylii.
- 1892 – Na Węgrzech powstał pierwszy rząd Sándora Wekerle.
- 1902 – Wszedł do służby brytyjski krążownik pancerny HMS „Hogue”.
- 1910 – Utworzono diecezję Gibraltaru.
- 1917 – Władze tureckie internowały w Nazarecie łacińskiego patriarchę Jerozolimy Filippo Camasseiego.
- 1919 – Jusuf Wahba(inne języki) został premierem Egiptu.
- 1920 – Ilias Vrioni został premierem Albanii.
- 1922 – Abdülmecid II został wybrany na kalifa przez Wielkie Zgromadzenie Narodowe Turcji.
- 1931 – Amerykański lekarz Earle Cleveland(inne języki) otrzymał patent na tampon higieniczny wraz z zarejestrowanym znakiem towarowym „Tampax”.
- 1933 – W Drugiej Republice Hiszpańskiej odbyły się pierwsze w pełni demokratyczne wybory, w których po raz pierwszy udział mogły wziąć również kobiety. Zwyciężyła konserwatywna Hiszpańska Konfederacja Prawicy Autonomicznej (CEDA).
- 1934 – Dokonano oblotu francuskiego wodnosamolotu patrolowego Loire 130.
- 1939 – Dokonano oblotu niemieckiego ciężkiego bombowca Heinkel He 177.
- 1940:
  - 440 niemieckich bombowców dokonało najcięższego podczas wojny bombardowania Birmingham, zabijając 450 i raniąc 540 osób.
  - Adolf Hitler przyjął w swej alpejskiej rezydencji króla Belgów Leopolda III Koburga.
- 1941 – Wojna na Pacyfiku: w bitwie australijskiego krążownika HMAS „Sydney” z niemieckim HSK „Kormoran” zginęło 645 Australijczyków i 80 Niemców.
- 1942:
  - Bitwa o ciężką wodę: ze Szkocji na ciągniętych przez bombowce Handley Page Halifax dwóch szybowcach Airspeed Horsa wyruszyła grupa 30 brytyjskich saperów z zadaniem zniszczenia niemieckiej fabryki ciężkiej wody koło Rjukan w okupowanej Norwegii. Z powodu fatalnych warunków pogodowych jeden z bombowców i oba szybowce rozbiły się w górach, a wszyscy piloci i część saperów zginęła na miejscu. 23 pozostałych uczestników operacji zostało schwytanych przez Gestapo, a wkrótce potem wszyscy zostali zamordowani na podstawie tzw. Kommandobefehl.
  - Front wschodni: rozpoczął się kontratak wojsk radzieckich pod Stalingradem (operacja „Uran”).
- 1943 – Wojna na Pacyfiku: amerykański okręt podwodny USS „Sculpin” został uszkodzony bombami głębinowymi przez niszczyciel „Yamagumo” i zmuszony do wynurzenia. Japończycy wzięli do niewoli 42 członków załogi, wyrzucając następnie za burtę jednego ciężko rannego.
- 1946:
  - Afganistan, Islandia i Szwecja zostały członkami ONZ.
  - Od francuskiego ataku na Hajfong rozpoczęła się I wojna indochińska.
  - W Rumunii odbyły się sfałszowane przez komunistów wybory parlamentarne.
- 1948 – Chińska wojna domowa: zwycięstwo komunistów w bitwie pod Xuzhou.
- 1949 – Rainier III Grimaldi został intronizowany na księcia Monako.
- 1952 – Aleksandros Papagos został premierem Grecji.
- 1954 – W Monako rozpoczął nadawanie kanał Télé Monte Carlo.
- 1957 – Antonín Novotný został prezydentem Czechosłowacji.
- 1959 – Zbankrutowała należąca do Ford Motor Company luksusowa marka Edsel.
- 1961 – U wybrzeży Nowej Gwinei zaginął bez śladu po wywróceniu łódki 23-letni Michael Rockefeller, syn Nelsona, urzędującego gubernatora stanu Nowy Jork i późniejszego wiceprezydenta USA.
- 1965 – Brytyjka Lesley Langley zdobyła w Londynie tytuł Miss World.
- 1968 – W wojskowym zamachu stanu został obalony prezydent Mali Modibo Keïta.
- 1969 – Brazylijski piłkarz Pelé strzelił swego 1000. gola.
- 1972 – W RFN koalicja SPD-FDP wygrała wybory do Bundestagu.
- 1974 – Trzej terroryści z Demokratycznego Frontu Wyzwolenia Palestyny przekroczyli w przebraniu robotników granicę jordańsko-izraelską, wtargnęli do jednego z budynków mieszkalnych w Bet Sze’an i zamordowali 4 oraz zranili 20 osób. Przybyli na miejsce izraelscy żołnierze zastrzelili napastników.
- 1975 – Premiera amerykańskiego dramatu filmowego Lot nad kukułczym gniazdem w reżyserii Miloša Formana.
- 1976 – Obywatele Algierii zatwierdzili w referendum nową konstytucję.
- 1977:
  - 131 osób zginęło w Funchal na Maderze w katastrofie Boeinga 727-100 linii lotniczych TAP Air Portugal.
  - Prezydent Egiptu Anwar as-Sadat został pierwszym arabskim przywódcą, który złożył oficjalną wizytę w Izraelu.
- 1979:
  - 13 osób zostało rannych w wyniku wybuchu bomby podłożonej przez palestyńskich terrorystów w autobusie w Jerozolimie.
  - W nocy z 19 na 20 listopada zwolniono 13 zakładników (kobiety i Afroamerykanów) z amerykańskiej ambasady w Teheranie.
- 1980:
  - Lecący z Los Angeles do Seulu Boeing 747-200 linii Korean Air rozbił się podczas lądowania, w wyniku czego spośród 226 osób na pokładzie zginęło 15, a ranne zostały 4.
  - Premiera westernu Wrota niebios w reżyserii Michaela Cimino, jednej z największych klap w historii kina.
- 1982 – Białoruski klub piłkarski Dynama Mińsk zdobył jedyne w swej historii mistrzostwo ZSRR.
- 1984 – W mieście Meksyk 503 osoby zginęły, a ponad 7 tys. zostało rannych w wyniku serii eksplozji w terminalu gazowym.
- 1985 – W Genewie rozpoczęło się amerykańsko-radzieckie spotkanie na szczycie Reagan-Gorbaczow.
- 1990:
  - 15 osób zginęło w katastrofie helikoptera Mi-8 pod Aszchabadem w Turkmenistanie.
  - 22 państwa NATO i Układu Warszawskiego podpisały w Paryżu układ w sprawie konwencjonalnych sił zbrojnych w Europie.
  - Po ujawnieniu faktu, że jej dwaj wokaliści nie brali udziału w nagraniu płyty odebrano Nagrodę Grammy duetowi Milli Vanilli.
- 1991 – Powstała niezależna Białoruska Prywatna Agencja Informacyjna BiełaPAN.
- 1996 – Kofi Annan został wybrany na sekretarza generalnego ONZ.
- 1999 – W Szwajcarii otwarto Tunel Vereina, najdłuższy na świecie tunel kolei wąskotorowej (19 058 m).
- 2002 – U wybrzeży hiszpańskiej Galicji zatonął tankowiec MT „Prestige” z ładunkiem 70 tys. ton ciężkiego oleju napędowego.
- 2004 – 2 osoby zginęły, a około 100 ha drzewostanu zostało powalone w wyniku potężnej wichury w słowackich Tatrach.
- 2005:
  - Albert II Grimaldi został intronizowany na księcia Monako.
  - Doszło do masakry w al-Hadisie w Iraku.
  - Mahinda Rajapaksa został prezydentem Sri Lanki.
- 2008 – John Key został premierem Nowej Zelandii.
- 2009 – Herman Van Rompuy został wybrany na stanowisko przewodniczącego Rady Europejskiej, a Catherine Ashton na stanowisko przedstawiciela Unii Europejskiej ds. polityki zagranicznej.
- 2010:
  - 29 górników zginęło na nowozelandzkiej Wyspie Południowej w wyniku eksplozji w kopalni „Pike River”.
  - Norweska wyspa Jan Mayen na Oceanie Arktycznym wraz z wodami przybrzeżnymi w promieniu 12 mil morskich została przekształcona w rezerwat przyrody.
- 2013:
  - 24 osoby zginęły, a 146 zostało rannych w wyniku zamachu na ambasadę Iranu w Bejrucie.
  - W swym pierwszym oficjalnym meczu Reprezentacja Gibraltaru w piłce nożnej zremisowała bezbramkowo ze Słowacją.
- 2014 – Isaac Zida został premierem Burkiny Faso.
- 2019 – Sabah al-Chalid as-Sabah został premierem Kuwejtu.
- 2020 – Na podstawie porozumienia kończącego wojnę ormiańsko-azerską w Górskim Karabachu miasto Ağdam wróciło pod kontrolę Azerbejdżanu.
- 2021 – Z powodu wymagającego znieczulenia ogólnego zabiegu kolonoskopii u prezydenta USA Joego Bidena jego obowiązki przez godzinę i 25 minut pełniła wiceprezydent Kamala Harris.

## Eksploracja kosmosu
- 1969 – Na Księżycu wylądował moduł księżycowy statku Apollo 12 z astronautami Charlesem Conradem i Alanem Beanem na pokładzie.
- 1996 – Rozpoczęła się misja STS-80 wahadłowca Columbia.
- 1997 – Rozpoczęła się misja STS-87 wahadłowca Columbia.
- 1999 – Chiny z powodzeniem wysłały w kosmos bezzałogowy statek Shenzhou 1.
- 2005 – Japońska sonda kosmiczna Hayabusa wylądowała na planetoidzie (25143) Itokawa.

## Urodzili się
- 1235 – Henryk XIII, książę Dolnej Bawarii (zm. 1290)
- 1413 – Fryderyk II Żelazny, margrabia Brandenburgii (zm. 1471)
- 1417 – Fryderyk Wittelsbach, palatyn i książę Palatynatu-Simmern (zm. 1480)
- 1464 – Go-Kashiwabara, cesarz Japonii (zm. 1526)
- 1522 – (lub 19 lipca) Ludger Tom Ring Młodszy, niemiecki malarz (zm. 1584)
- 1539 – Elżbieta Ostrogska, polska szlachcianka (zm. 1582)
- 1597 – Elżbieta Charlotta Wittelsbach, księżniczka Palatynatu Reńskiego, elektorowa Brandenburgii (zm. 1660)
- 1600:
  - Lieuwe van Aitzema, holenderski kronikarz, urzędnik państwowy (zm. 1669)
  - Karol I Stuart, król Anglii i Szkocji (zm. 1649)
- 1607 – Erasmus Quellinus II, flamandzki malarz (zm. 1678)
- 1617 – Eustache Lesueur, francuski malarz (zm. 1655)
- 1650 – Henryk, książę Saksonii-Gothy-Altenburga i Saksonii-Römhild (zm. 1710)
- 1653 – Chrystian II, książę Saksonii-Merseburg (zm. 1694)
- 1682 – Andrzej Pruski, polski duchowny katolicki, biskup pomocniczy przemyski (zm. 1759)
- 1700 – Jean-Antoine Nollet, francuski duchowny katolicki, fizyk eksperymentalny (zm. 1770)
- 1704 – Richard Pococke, brytyjski duchowny anglikański, podróżnik (zm. 1765)
- 1711 – Michaił Łomonosow, rosyjski chemik, fizyk, poeta, założyciel Uniwersytetu Moskiewskiego (zm. 1765)
- 1713 – Francisco Vergara Bartual, hiszpański rzeźbiarz (zm. 1761)
- 1722 – Leopold Auenbrugger, austriacki lekarz, librecista (zm. 1809)
- 1726 – Franciszek Józef I, książę Liechtensteinu (zm. 1781)
- 1732 – Antoine-Jean Amelot de Chaillou, francuski polityk (zm. 1795)
- 1752 – George Rogers Clark, amerykański generał (zm. 1818)
- 1754:
  - Karol Wilhelm, książę Saksonii-Meiningen (zm. 1782)
  - Pedro Romero, hiszpański matador (zm. 1839)
- 1760 – Józef Weyssenhoff, polski kapitan, publicysta, prawnik (zm. 1798)
- 1763 – Carl Ludwig Fernow, niemiecki teoretyk sztuki, romanista, bibliotekarz (zm. 1808)
- 1767 – Caspar Erasmus Duftschmid, austriacki przyrodnik, lekarz (zm. 1821)
- 1770:
  - Adam Johann von Krusenstern, rosyjski admirał, podróżnik pochodzenia niemieckiego (zm. 1846)
  - Bertel Thorvaldsen, duński rzeźbiarz pochodzenia islandzkiego (zm. 1844)
- 1775:
  - Leopold Chludziński, polski duchowny katolicki, pedagog (zm. 1843)
  - Johann Karl Wilhelm Illiger, niemiecki entomolog, zoolog (zm. 1813)
- 1777 – Vicente Isabel Osorio de Moscoso y Álvarez de Toledo, hiszpański arystokrata, polityk (zm. 1837)
- 1786 – Elżbieta Renzi, włoska zakonnica, błogosławiona (zm. 1859)
- 1792 – Stanisław Barzykowski, polski szlachcic, polityk, pamiętnikarz, wolnomularz (zm. 1872)
- 1799 – René-Auguste Caillié, francuski podróżnik, odkrywca (zm. 1838)
- 1800 – Georg Wilhelm von Raumer, niemiecki historiograf (zm. 1856)
- 1801 – George Vickers, amerykański polityk, senator (zm. 1879)
- 1802 – Solomon Foot, amerykański polityk, senator (zm. 1866)
- 1805:
  - Édouard Drouyn de Lhuys, francuski polityk (zm. 1881)
  - Ferdinand de Lesseps, francuski dyplomata, przedsiębiorca (zm. 1894)
- 1810 – August Willich, pruski i amerykański dowódca wojskowy (zm. 1878)
- 1811 – Jan Bartkowski, polski oficer, uczestnik powstania listopadowego, rewolucjonista, działacz emigracyjny, pamiętnikarz, tłumacz, nauczyciel języków obcych (zm. 1893)
- 1819 – Angelo Bianchi, włoski duchowny katolicki, biskup Palestriny, kardynał (zm. 1897)
- 1825 – Jacob Kornerup, duński archeolog, malarz, historyk (zm. 1913)
- 1828 – Félix-Henri Giacomotti, francuski malarz (zm. 1909)
- 1831 – James Garfield, amerykański polityk, prezydent USA (zm. 1881)
- 1833:
  - Wilhelm Dilthey, niemiecki filozof (zm. 1911)
  - Andrzej Grabowski, polski malarz (zm. 1886)
- 1834 – Georg Hermann Quincke(inne języki), niemiecki fizyk (zm. 1924)
- 1835 – Fitzhugh Lee, amerykański generał, dyplomata (zm. 1905)
- 1838 – Fryderyk Jansoone, francuski franciszkanin, błogosławiony (zm. 1916)
- 1840 – Aleksandr Kowalewski rosyjski zoolog, embriolog, wykładowca akademicki pochodzenia polskiego (zm. 1901)
- 1841:
  - Adolphe Alphonse Géry-Bichard, francuski malarz, akwaforysta, grawer, ilustrator (zm. 1926)
  - Andrej Kmeť, słowacki duchowny katolicki, archeolog, geolog, mineralog, paleontolog, botanik, etnograf, historyk (zm. 1908)
- 1842:
  - Adam Boniecki, polski historyk, heraldyk, prawnik (zm. 1909)
  - Vincenz Czerny, austriacko-niemiecki chirurg (zm. 1916)
- 1843:
  - Richard Avenarius, niemiecki filozof, wykładowca akademicki (zm. 1896)
  - Hagop Baronian, ormiański dramatopisarz, satyryk (zm. 1891)
- 1844:
  - Feliks Kreutz, polski geolog, wykładowca akademicki (zm. 1910)
  - Samata Sakuma, japoński generał, polityk, gubernator generalny Tajwanu (zm. 1915)
- 1846 – Spiridion-Salvatore-Costantino Buhadgiar, grecki duchowny katolicki, biskup, wikariusz apostolski Tunisu, administrator apostolski diecezji maltańskiej, dyplomata papieski (zm. 1891)
- 1847:
  - Maria Bentkowska, polska podporucznik, weteranka powstania styczniowego (zm. 1938)
  - Carl Friedländer, niemiecki patolog, mikrobiolog (zm. 1887)
- 1849:
  - Grace Denio Litchfield, amerykańska pisarka, poetka, dramatopisarka (zm. 1944)
  - James Mason, brytyjski szachista (zm. 1905)
  - Kazimierz Waliszewski, polski historyk, pisarz, publicysta (zm. 1935)
- 1850 – Władysław Matlakowski, polski chirurg, badacz podhalańskiej sztuki ludowej, podróżnik, tłumacz (zm. 1895)
- 1851 – Wacław Nałkowski, polski geograf, publicysta (zm. 1911)
- 1852 – Kazimierz Bartoszewicz, polski historyk, publicysta, satyryk (zm. 1930)
- 1853 – Gabriel Hanotaux, francuski polityk, historyk (zm. 1944)
- 1854 – Jan Sztolcman, polski zoolog, ornitolog, podróżnik (zm. 1928)
- 1857 – Ludwig Stieda, niemiecki lekarz, anatom, antropolog, wykładowca akademicki (zm. 1918)
- 1859:
  - Michaił Ippolitow-Iwanow, rosyjski kompozytor, dyrygent (zm. 1935)
  - Walenty Staniszewski, polski prawnik, adwokat, polityk (zm. 1920)
- 1861 – Eugeniusz Dąbrowiecki, polski generał dywizji (zm. 1941)
- 1862:
  - Michał Grek, polski adwokat, polityk (zm. 1929)
  - George Rous, brytyjski arystokrata, prawnik, polityk (zm. 1947)
  - Billy Sunday, amerykański baseballista, ewangelista (zm. 1935)
- 1863 – Stefan Schoengut-Strzemieński, polski laryngolog, działacz społeczny (zm. 1932)
- 1865:
  - Aleksander Achmatowicz, polski prawnik, polityk, minister sprawiedliwości w rządach Krymskiej Republiki Ludowej i Litwy Środkowej, senator RP pochodzenia tatarskiego (zm. 1944)
  - Otto Eckmann, niemiecki grafik, ilustrator (zm. 1902)
  - Brygida Maria Postorino, włoska zakonnica, Służebnica Boża (zm. 1960)
  - Jakub Salicki, polski tytularny generał brygady (zm. 1947)
- 1870 – Walter Runciman, brytyjski arystokrata, polityk (zm. 1949)
- 1871 – John Rand, amerykański aktor, reżyser filmowy (zm. 1940)
- 1873:
  - Charles Williams, angielski piłkarz, bramkarz, trener (zm. 1952)
  - Leon Zawistowski, polski generał brygady (zm. 1944)
- 1875:
  - Hiram Bingham III, amerykański odkrywca, polityk, senator (zm. 1956)
  - Michaił Kalinin, radziecki działacz i polityk komunistyczny (zm. 1946)
- 1877 – Kazimierz Hącia, polski prawnik, ekonomista, polityk, minister przemysłu i handlu (zm. 1934)
- 1879 – Józef Unszlicht, polski działacz komunistyczny (zm. 1938)
- 1881 – Henryk Zbierzchowski, polski poeta, prozaik, dramatopisarz (zm. 1942)
- 1882 – Izz ad-Din al-Kassam, arabski dowódca wojskowy (zm. 1935)
- 1883 – Hjalmar Bergman, szwedzki pisarz (zm. 1931)
- 1885:
  - Władysław Mikos, polski malarz (zm. 1970)
  - Kazimierz Sosnkowski, polski generał broni, polityk, Wódz Naczelny Polskich Sił Zbrojnych (zm. 1969)
- 1886:
  - Fernand Crommelynck, belgijski dramaturg (zm. 1970)
  - Sigurd Holter, norweski żeglarz sportowy (zm. 1963)
- 1887 – James Batcheller Sumner, amerykański chemik, laureat Nagrody Nobla (zm. 1955)
- 1888 – José Raúl Capablanca, kubański szachista (zm. 1942)
- 1893:
  - Johnny Dundee, amerykański bokser (zm. 1965)
  - Robert Spears, australijski kolarz torowy (zm. 1950)
- 1894:
  - Wacław Stachiewicz, polski generał dywizji, pisarz (zm. 1973)
  - Américo Tomás, portugalski wojskowy, polityk, prezydent Portugalii (zm. 1987)
- 1895:
  - Stefania Allinówna, polska pianistka, pedagog (zm. 1988)
  - Leif Sinding(inne języki), norweski reżyser filmowy (zm. 1985)
- 1896 – Włodzimierz Dobrzański(inne języki), polski aktor (zm. 1969)
- 1898 – Ugo Pignotti, włoski szermierz (zm. 1989)
- 1899 – Allen Tate, amerykański poeta, prozaik, krytyk i teoretyk literatury (zm. 1979)
- 1900:
  - Pamela Hinkson, irlandzka poetka i powieściopisarka (zm. 1982)
  - Michaił Ławrientjew, radziecki matematyk (zm. 1980)
  - Aleksandr Nowikow, radziecki dowódca wojskowy, główny marszałek lotnictwa (zm. 1976)
  - Anna Seghers, niemiecka pisarka (zm. 1983)
- 1901:
  - Tadeusz Adamowski, polski hokeista, trener (zm. 1994)
  - Mečislovas Gedvilas, litewski polityk, premier Litewskiej SRR (zm. 1981)
  - Ksawery Piwocki, polski historyk sztuki, etnolog (zm. 1974)
- 1903:
  - Nancy Carroll, amerykańska aktorka (zm. 1965)
  - Maurice Debesse, francuski psycholog, pedagog (zm. 1998)
  - Asaf Messerer, rosyjski baletmistrz, pedagog (zm. 1992)
  - Andrej Žarnov, słowacki lekarz, poeta, prozaik (zm. 1982)
- 1904:
  - Lippo Hertzka, węgierski piłkarz, trener (zm. 1951)
  - Nathan Leopold, amerykański przestępca (zm. 1971)
- 1905:
  - Tommy Dorsey, amerykański muzyk jazzowy (zm. 1956)
  - Isaac Kashdan, amerykański szachista, sędzia, dziennikarz pochodzenia żydowskiego (zm. 1985)
- 1906:
  - Paweł II Cheikho, iracki duchowny katolicki, biskup Akry i Aleppo, patriarcha Babilonu, zwierzchnik Kościoła chaldejskiego (zm. 1989)
  - Stan Hugill, amerykański muzyk folkowy, historyk morski (zm. 1992)
- 1907:
  - Luigi Beccali, włoski lekkoatleta, średniodystansowiec (zm. 1990)
  - James Darcy Freeman, amerykański duchowny katolicki, arcybiskup metropolita Sydney, kardynał (zm. 1991)
  - Jack Schaefer, amerykański pisarz (zm. 1991)
- 1908:
  - Jean-Yves Daniel-Lesur, francuski kompozytor (zm. 2002)
  - (lub 1912) Gisèle Freund, francusko-niemiecka fotografka pochodzenia żydowskiego (zm. 2000)
  - Bogusława Jeżowska-Trzebiatowska, polska fizykochemik, wykładowczyni akademicka (zm. 1991)
  - Sławomir Szpakowski, polski grafik, karykaturzysta (zm. 1994)
  - Mikoła Zasim, białorusko-rosyjski poeta (zm. 1957)
- 1909:
  - Peter Drucker, amerykański ekonomista, wykładowca akademicki pochodzenia żydowskiego (zm. 2005)
  - Wanda Modlibowska, polska lotniczka (zm. 2001)
  - Bolesław Napierała, polski kolarz szosowy i torowy (zm. 1976)
  - Erik Persson, szwedzki piłkarz (zm. 1989)
  - Edward Pietkiewicz, polski dyplomata, pisarz (zm. 1998)
  - Rüdiger Pipkorn, niemiecki pułkownik (zm. 1945)
- 1910:
  - Kordian Tarasiewicz, polski przedsiębiorca, importer kawy, publicysta (zm. 2013)
  - Achmedi Yskakow, kazachski językoznawca, wykładowca akademicki (zm. 1996)
- 1911:
  - Franciszek Grucza, polski duchowny katolicki, działacz i pisarz kaszubski, tłumacz (zm. 1993)
  - Harry Haraldsen, norweski łyżwiarz szybki, kolarz torowy (zm. 1966)
  - Michaił Pomazniew, radziecki polityk (zm. 1987)
- 1912:
  - Bernard McLaughlin, amerykański duchowny katolicki, biskup Buffalo (zm. 2015)
  - George Emil Palade, amerykański lekarz, cytolog, wykładowca akademicki, laureat Nagrody Nobla pochodzenia rumuńskiego (zm. 2008)
- 1913 – Andrzej Burda, polski prawnik, wykładowca akademicki, polityk, poseł na Sejm PRL, prokurator generalny (zm. 1987)
- 1914 – Włodzimierz Chojnacki, polski kapral pilot (zm. 2014)
- 1915:
  - Anita Lizana, chilijska tenisistka (zm. 1994)
  - Earl Wilbur Sutherland Jr., amerykański fizjolog, laureat Nagrody Nobla (zm. 1974)
- 1916:
  - František Dibarbora, słowacki aktor pochodzenia włoskiego (zm. 1987)
  - Aleksandra Diemidowa, radziecka polityk (zm. 2003)
  - George Hall, kanadyjski aktor (zm. 2002)
  - Jan Kowalski, polski kapitan pilot (zm. 2000)
- 1917:
  - Indira Gandhi, indyjska polityk, premier Indii (zm. 1984)
  - Louis Laurie, amerykański bokser (zm. 2002)
  - Nuriddin Muhitdinov, uzbecki i radziecki polityk (zm. 2008)
- 1918:
  - Debiprasad Chattopadhyaya, indyjski filozof, marksista (zm. 1993)
  - Lloyd Roseville Crouse, kanadyjski polityk, gubernator Nowej Szkocji (zm. 2007)
  - Hendrik Christoffel van de Hulst, holenderski astronom (zm. 2000)
  - Władysław Jędruszuk, polski duchowny katolicki, biskup drohiczyński (zm. 1994)
- 1919:
  - Lynn Merrick, amerykańska aktorka (zm. 2007)
  - Gillo Pontecorvo, włoski reżyser i scenarzysta filmowy (zm. 2006)
  - Wacław Wójcik, polski kolarz szosowy (zm. 1997)
  - Alan Young, brytyjski aktor (zm. 2016)
- 1920:
  - Bernhard Kempa, niemiecki piłkarz ręczny, trener (zm. 2017)
  - Janusz Kłosiński, polski aktor, reżyser (zm. 2017)
  - Gene Tierney, amerykańska aktorka (zm. 1991)
- 1921:
  - Michel Bonnevie, francuski koszykarz (zm. 2018)
  - Roy Campanella, amerykański baseballista pochodzenia włoskiego (zm. 1993)
- 1922:
  - Jerzy Główczewski, polski architekt, pilot myśliwski (zm. 2020)
  - Jurij Knorozow, rosyjski historyk, epigraf (zm. 1999)
  - Rajko Mitić, jugosłowiański piłkarz, trener (zm. 2008)
- 1923:
  - Monica Lovinescu, rumuńska pisarka, krytyk literacki, dziennikarka (zm. 2008)
  - Maria Woyczyńska, polska pedagog (zm. 1978)
- 1924:
  - Zdzisław Marek, polski lekarz, specjalista medycyny sądowej (zm. 2015)
  - Edward Mutesa, ugandyjski polityk, król Bugandy, prezydent Ugandy (zm. 1969)
  - Jan Otčenášek, czeski pisarz, scenarzysta filmowy (zm. 1979)
  - William Russell, brytyjski aktor (zm. 2024)
- 1925:
  - Zygmunt Bauman, polski socjolog, filozof, eseista, wykładowca akademicki pochodzenia żydowskiego (zm. 2017)
  - Juliusz Joniak, polski malarz, grafik, pedagog (zm. 2021)
- 1926:
  - Elżbieta Arciszewska-Piontkowska, polska działaczka społeczna (zm. 2016)
  - Jeane Kirkpatrick, amerykańska dyplomatka (zm. 2006)
  - Tadeusz Kowalik, polski ekonomista, działacz społeczny (zm. 2012)
  - Pino Rauti, włoski polityk (zm. 2012)
  - Witold Wereszczyński, polski generał brygady (zm. 1987)
- 1927:
  - Joe Hunter, amerykański pianista (zm. 2007)
  - Raymond Razakarinvony, madagaskarski duchowny katolicki, biskup Miarinarivo
- 1928:
  - Jerzy Goliński, polski aktor, reżyser, pedagog (zm. 2008)
  - Kazimierz Nowacki, polski historyk sztuki, publicysta (zm. 1996)
  - Paddy Power, irlandzki polityk (zm. 2013)
  - Josip Pupačić, chorwacki poeta (zm. 1971)
  - Wiktor Rodin, radziecki generał pułkownik, polityk (zm. 2011)
  - Dorota Simonides, polska folklorystka, profesor nauk filologicznych, polityk, poseł na Sejm PRL i senator RP
- 1929:
  - Jean Blaton, belgijski przedsiębiorca, kierowca wyścigowy, muzyk (zm. 2020)
  - Jack Kelsey, walijski piłkarz, bramkarz (zm. 1992)
  - Basil Meeking, nowozelandzki duchowny katolicki, biskup Christchurch (zm. 2020)
- 1930:
  - Paul de Casteljau, francuski inżynier, fizyk, matematyk (zm. 2022)
  - Zuzanna Czajkowska, polska dziennikarka, publicystka (zm. 2017)
  - Kurt Nielsen, duński tenisista (zm. 2011)
  - Nicole Pasquier, francuska polityczka, sekretarz stanu ds. zatrudnienia kobiet (zm. 1999)
  - Christian Schwarz-Schilling, niemiecki sinolog, polityk
  - Jerzy Szczerbań, polski chirurg (zm. 2018)
- 1931:
  - Witold Jurasz, polski polityk, dyplomata (zm. 2004)
  - Adam Klimek, polski fizjolog sportu, wykładowca akademicki (zm. 2014)
  - Eryka Trzewik-Drost, polska artystka plastyk
- 1932:
  - Witold Duński, polski dziennikarz sportowy, reportażysta (zm. 2025)
  - Eleanor Helin, amerykańska astronom (zm. 2009)
  - Barbara Nawratowicz, polska aktorka, dziennikarka radiowa (zm. 2024)
- 1933:
  - Alan Jackson, brytyjski kolarz szosowy i przełajowy (zm. 1974)
  - Larry King, amerykański dziennikarz, prezenter telewizyjny (zm. 2021)
- 1934:
  - Roland Ducke, niemiecki piłkarz (zm. 2005)
  - Milan Dvořák, czeski piłkarz (zm. 2022)
  - Kurt Hamrin, szwedzki piłkarz (zm. 2024)
  - Walentin Iwanow, rosyjski piłkarz, trener (zm. 2011)
  - Jan Purwiński, polski duchowny katolicki, biskup kijowsko-żytomierski (zm. 2021)
- 1935:
  - José Álvarez de Paz, hiszpański prawnik, ekonomista, polityk, eurodeputowany (zm. 2021)
  - Frank Lui, niueński polityk, premier Niue (zm. 2021)
  - Wojciech Rutkowski, polski siatkarz, trener (zm. 1994)
  - Jack Welch, amerykański przedsiębiorca (zm. 2020)
- 1936:
  - Ljubiša Samardžić, serbski aktor, reżyser filmowy (zm. 2017)
  - Yuan Lee, tajwański chemik, laureat Nagrody Nobla
- 1937:
  - Tamara Bunke, argentyńska komunistka pochodzenia żydowskiego (zm. 1967)
  - Luís Carlos Nunes da Silva, brazylijski piłkarz, trener (zm. 2015)
- 1938:
  - Hank Medress, amerykański piosenkarz, producent muzyczny (zm. 2007)
  - Ted Turner, amerykański przedsiębiorca
- 1939:
  - Emil Constantinescu, rumuński polityk, prezydent Rumunii
  - Tom Harkin, amerykański polityk, senator
  - Zygmunt Marciniak, polski piłkarz (zm. 1997)
  - Warren Moore, amerykański piosenkarz (zm. 2017)
- 1941:
  - Iwanka Christowa, bułgarska lekkoatletka. kulomiotka (zm. 2022)
  - Dan Haggerty, amerykański aktor (zm. 2016)
  - Tommy Thompson, amerykański polityk
- 1942:
  - Christine Buchegger, austriacka aktorka (zm. 2014)
  - Calvin Klein, amerykański projektant mody
  - Ryom Chun-ja, północnokoreańska siatkarka
  - Zenon Zaczyński, polski piłkarz, trener, koszykarz (zm. 2025)
- 1943:
  - Júlio Castro Caldas, portugalski adwokat, polityk, minister obrony (zm. 2020)
  - Stanisław Hniedziewicz, polski prawnik, polityk, poseł na Sejm RP (zm. 2017)
  - Kazimierz Schilling, polski astronom (zm. 2006)
  - Andrzej Wąsek, polski profesor nauk prawnych (zm. 2003)
- 1944:
  - Agnes Baltsa, grecka śpiewaczka operowa (mezzosopran)
  - Kevin Britt, amerykański duchowny katolicki, biskup Grand Rapids (zm. 2004)
  - Klaus Fichtel, niemiecki piłkarz
  - Eugeniusz Rzewuski, polski afrykanista, dyplomata
  - Edmundo Valenzuela, paragwajski duchowny katolicki, arcybiskup Asunción
- 1945:
  - Andy McCulloch, brytyjski perkusista, członek zespołu King Crimson
  - Frans Sammut, maltański pisarz (zm. 2011)
- 1946:
  - Zenon Czechowski, polski kolarz szosowy (zm. 2016)
  - Metody (Tournas), amerykański duchowny prawosławny pochodzenia greckiego, metropolita Bostonu w Greckiej Archidiecezji Ameryki
- 1947:
  - Bob Boone, amerykański baseballista
  - Rolando Garbey, kubański bokser (zm. 2023)
  - Anfinn Kallsberg, farerski polityk, premier Wysp Owczych (zm. 2024)
  - Wasilis Konstandinu, grecki piłkarz, bramkarz
  - Andrzej Matul, polski lektor, dziennikarz radiowy (zm. 2022)
  - Heinz Schaufelberger, szwajcarski szachista (zm. 2020)
  - Alberto Villalta, salwadorski piłkarz (zm. 2017)
- 1948:
  - Mimi Jakobsen, duńska polityk
  - Elżbieta Wojnowska, polska piosenkarka, aktorka, kompozytorka, pedagog
- 1949:
  - Raymond Blanc, francuski szef kuchni
  - Dariusz Ledworowski, polski ekonomista, polityk, minister współpracy gospodarczej z zagranicą
- 1950:
  - Monika Geisler, polska lekkoatletka, biegaczka średniodystansowa
  - Nikos Kodzias, grecki polityk, dyplomata
  - Ron Thomas, amerykański koszykarz (zm. 2018)
  - Halbert White, amerykański ekonomista (zm. 2012)
- 1951:
  - Gerhard Feige, niemiecki duchowny katolicki, biskup Magdeburga
  - Mihai Ghimpu, mołdawski polityk, p.o. prezydenta Mołdawii
  - Enrique Rodríguez, hiszpański bokser (zm. 2022)
  - José Vélez, hiszpański piosenkarz
- 1952 – Elżbieta Rogala-Kończak, polska inżynier, działaczka samorządowa, burmistrz Rumi (zm. 2024)
- 1953:
  - Robert Beltran, amerykański aktor pochodzenia meksykańskiego
  - Marek Ciaszkiewicz, polski siatkarz
  - Bronisław Maj, polski poeta, eseista, tłumacz
  - Francisco Mujika Garmendia, baskijski terrorysta, były przywódca ETA
  - Tom Villard, amerykański aktor (zm. 1994)
- 1954:
  - Krystyna Giżowska, polska piosenkarka
  - Kathleen Quinlan, amerykańska aktorka
  - Abd al-Fattah as-Sisi, egipski marszałek polny, polityk, prezydent Egiptu
- 1955:
  - James Lindesay-Bethune, brytyjski arystokrata, przedsiębiorca, polityk
  - Miguel Maury Buendía, hiszpański duchowny katolicki, arcybiskup, nuncjusz apostolski
  - Romualds Ražuks, łotewski lekarz i działacz polityczny, burmistrz Jurmały litewskiego pochodzenia
  - Reima Salonen, fiński lekkoatleta, chodziarz
  - Anna Trzcieniecka-Green, polska psycholog, doktor nauk humanistycznych
- 1956:
  - Eileen Collins, amerykańska pilotka wojskowa, astronautka
  - Ann Curry, amerykańska dziennikarka i prezenterka telewizyjna
  - Miguel Gutiérrez, peruwiański piłkarz
  - Glynnis O’Connor, amerykańska aktorka
- 1957:
  - Wojciech Duda, polski historyk, publicysta, wydawca
  - Eek-A-Mouse, jamajski muzyk reggae
  - Joel Goldsmith, amerykański kompozytor (zm. 2012)
  - Ofra Haza, izraelska piosenkarka, kompozytorka, aktorka (zm. 2000)
  - Jan Hyjek, polski pisarz
- 1958:
  - Algirdas Butkevičius, litewski inżynier budownictwa, polityk, premier Litwy
  - Terrence C. Carson, amerykański aktor
  - Charlie Kaufman, amerykański scenarzysta i producent filmowy pochodzenia żydowskiego
  - Mette Mestad, norweska biathlonistka
  - Gianni Pittella, włoski chirurg, polityk
  - Konrad Wiśniowski, polski kontradmirał
  - Stanislav Zvolenský, słowacki duchowny katolicki, arcybiskup metropolita bratysławski
- 1959:
  - Robert Barron, amerykański duchowny katolicki, biskup pomocniczy Los Angeles
  - Jo Bonner, amerykański polityk
  - Allison Janney, amerykańska aktorka
  - Elżbieta Kruk, polska polityk, poseł na Sejm RP, eurodeputowana
  - Monika Sznajderman, polska antropolog kultury, literatka, wydawczyni
- 1960:
  - Per Carlén, szwedzki piłkarz ręczny, trener
  - Ljubo Germič, słoweński inżynier, polityk
  - Barrie Mabbott, nowozelandzki wioślarz
  - Don Ross, kanadyjski gitarzysta
  - Matt Sorum, amerykański perkusista, członek zespołów: Guns N’ Roses i Velvet Revolver
- 1961:
  - Shawn Moran, amerykański żużlowiec
  - Meg Ryan, amerykańska aktorka
  - Bogdan Wenta, polski piłkarz ręczny, trener, polityk, samorządowiec, eurodeputowany, prezydent Kielc
- 1962:
  - Jodie Foster, amerykańska aktorka, reżyserka filmowa
  - Mitrofan, ukraiński duchowny prawosławny, biskup, metropolita ługański i alczewski (zm. 2021)
  - Sean Parnell, amerykański polityk, gubernator Alaski
  - Michaił Saltajew, uzbecki szachista
  - Nicole Stott, amerykańska astronautka
- 1963:
  - Terry Farrell, amerykańska aktorka, modelka
  - Paul Foerster, amerykański żeglarz sportowy
  - Anna Hallberg, szwedzka polityk
  - Marek Polak, polski polityk, poseł na Sejm RP
- 1964:
  - Phil Hughes, północnoirlandzki piłkarz, bramkarz
  - Eric Musselman, amerykański koszykarz, trener
  - Petr Nečas, czeski polityk, premier Czech
- 1965:
  - Gary Ablett, angielski piłkarz, trener (zm. 2012)
  - Krzysztof Banasik, polski muzyk, kompozytor, członek zespołów: Armia, Stan Zvezda i Kult
  - Laurent Blanc, francuski piłkarz, trener
  - Małgorzata Bystroń, polska spadochroniarka, instruktorka spadochronowa (zm. 2017)
  - Nelson Carmichael, amerykański narciarz dowolny
  - Pierre-Marie Hilaire, francuski lekkoatleta, sprinter
- 1966:
  - Dominique Arnould, francuski kolarz przełajowy i szosowy
  - Wolfgang Bodison, amerykański aktor, reżyser, producent i scenarzysta filmowy
  - Gail Devers, amerykańska lekkoatletka, sprinterka i płotkarka
  - Kachaber Kaczarawa, gruziński piłkarz
  - Jason Scott Lee, amerykański aktor
- 1967:
  - Ludwig Gredler, austriacki biathlonista
  - Olaf Hense, niemiecki lekkoatleta, płotkarz i sprinter
  - Mykoła Katerynczuk, ukraiński prawnik, polityk
  - Arkadiusz Pragłowski, polski dziennikarz, przedsiębiorca, producent muzyczny, podróżnik, fotograf
  - Paweł Stasiak, polski wokalista, członek zespołu Papa Dance
- 1968:
  - Katarina Barley, niemiecka prawnik, polityk
  - Mariusz Gałaj, polski piłkarz
- 1969:
  - Allison Balson, amerykańska aktorka, piosenkarka, kompozytorka
  - Jerzy Bielecki, polski samorządowiec, polityk, poseł na Sejm RP
  - Michael Lee, amerykański perkusista, członek zespołów: The Cult i Thin Lizzy (zm. 2008)
  - Igor Pamić, chorwacki piłkarz
  - Ertuğrul Sağlam, turecki piłkarz, trener
  - Wiktor Skrypnyk, ukraiński piłkarz, trener
  - Richard Virenque, francuski kolarz szosowy
- 1970:
  - Wojciech Osial, polski duchowny katolicki, biskup pomocniczy łowicki
  - Elżbieta Rączka, polska lekkoatletka, wieloboistka
  - Claudinei da Silva, brazylijski lekkoatleta, sprinter
  - Oleg Valjalo, chorwacki ekonomista, polityk
- 1971:
  - Elżbieta Bojanowska, polska socjolog, urzędniczka państwowa
  - Justin Chancellor, brytyjski basista, członek zespołu Tool
  - Dmitrij Juszkiewicz, rosyjski hokeista
  - Toshihiro Yamaguchi, japoński piłkarz
- 1972:
  - Kamil Bayramov, azerski piłkarz
  - Moses Gikenyi, kenijski piłkarz
  - Sandrine Holt, kanadyjska aktorka pochodzenia chińsko-francuskiego
  - Dinsdale Morgan, jamajski lekkoatleta, płotkarz
  - Mitrofan (Osiak), rosyjski biskup prawosławny
- 1973:
  - Prince Koranteng Amoako, ghański piłkarz
  - André Lenz, niemiecki piłkarz, bramkarz
  - Ihor Łuczkewycz, ukraiński piłkarz, trener
  - Adam Niedzielski, polski ekonomista, polityk, minister zdrowia
- 1974:
  - Juli Fernández, andorski piłkarz
  - Morten Bergeton Iversen, norweski muzyk, kompozytor, wokalista, producent muzyczny
  - Marcin Jamiołkowski, polski pisarz fantasy i science fiction
  - Cend-Ajuuszijn Oczirbat, mongolski judoka
  - Jiří Novák, czeski siatkarz
  - Witalij Rewa, ukraiński piłkarz, bramkarz
  - Sandro Ricci, brazylijski sędzia piłkarski
  - Iván Sánchez, hiszpański aktor, model
  - Roberts Štelmahers, łotewski koszykarz, trener
  - Tony Jazzu, polski raper, wokalista, autor tekstów, producent muzyczny
  - Marek Tynda, polski aktor
- 1975:
  - Ricardo Garcia, brazylijski siatkarz
  - Ezequiel Mosquera, hiszpański kolarz szosowy
  - Rollergirl, niemiecka piosenkarka
  - Ben Ruedinger, niemiecki aktor, model
  - Siergiej Ryłow, rosyjski i azerski łyżwiarz figurowy
  - Sushmita Sen, indyjska aktorka, zwyciężczyni konkursów piękności
- 1976:
  - Jack Dorsey, amerykański programista komputerowy, przedsiębiorca
  - Robin Dunne, kanadyjski aktor, scenarzysta telewizyjny
  - Leonel Reyes, boliwijski piłkarz
  - Toby Stevenson, amerykański lekkoatleta, tyczkarz
  - Stelios Wenetidis, grecki piłkarz
- 1977:
  - Mette Frederiksen, duńska polityk, premier Danii
  - Limberg Gutiérrez, boliwijski piłkarz
  - Davina Lewis(inne języki), księżniczka brytyjska
- 1978:
  - Emil Aslan, czeski politolog, badacz stosunków międzynarodowych pochodzenia ormiańskiego
  - Mahé Drysdale, nowozelandzki wioślarz
  - Matt Dusk, kanadyjski piosenkarz, muzyk, kompozytor
  - Michał Dworzyński, polski dyrygent
  - Janek Gwizdala, brytyjski basista jazzowy, kompozytor, producent muzyczny pochodzenia polskiego
  - Eric Nenninger, amerykański aktor
  - Věra Pospíšilová-Cechlová, czeska lekkoatletka, dyskobolka
- 1979:
  - Francesco Arca, włoski aktor
  - Ryan Howard, amerykański baseballista
  - Barry Jenkins, amerykański reżyser i scenarzysta filmowy
  - Katherine Kelly, amerykańska aktorka
  - Peter Wisgerhof, holenderski piłkarz
- 1980:
  - Wera Czawdarowa, bułgarska lekkoatletka, tyczkarka
  - Jewhenij Jenin, ukraiński prawnik, polityk, dyplomata, wiceminister spraw wewnętrznych (zm. 2023)
  - Jesper Hansen, duński strzelec sportowy
  - Yipsi Moreno, kubańska lekkoatletka, młociarka
  - Vladimir Radmanović, serbski koszykarz
  - Narcisse Yaméogo, burkiński piłkarz
- 1981:
  - Marcus Banks, amerykański koszykarz
  - Gaël Danic, francuski piłkarz
  - Juan Martín Fernández Lobbe, argentyński rugbysta
  - Yuki Shōji, japońska siatkarka
- 1982:
  - Sylvain Dufour, francuski snowboardzista
  - Steven Giudice, australijski judoka
  - Sylwia Gregorczyk-Abram, polska adwokat, działaczka społeczna
  - Susan Heyward, amerykańska aktorka
  - Anca Martin, rumuńska siatkarka
  - Abdou Moumouni, togijski piłkarz
  - Francesco Reda, włoski kolarz szosowy
  - Wang Yu, chińska szachistka
- 1983:
  - Chandra Crawford, kanadyjska biegaczka narciarska
  - Meseret Defar, etiopska lekkoatletka, biegaczka długodystansowa
  - Adam Driver, amerykański aktor
  - Robert Kuraś, polski aktor
  - Pak Kyong-ok, północnokoreańska pięściarka
  - Sofia Papadopulu, grecka żeglarka sportowa
  - Daria Werbowy, kanadyjska modelka pochodzenia ukraińskiego
  - Aleksandra Zawistowska, polska gimnastyczka
- 1984:
  - Fiodor Dmitrijew, rosyjski koszykarz
  - Jorge Fucile, urugwajski piłkarz
  - Damir Kahriman, serbski piłkarz, bramkarz
- 1985:
  - Matea Vrdoljak, chorwacka koszykarka
  - Mouni Abderrahim, algierska siatkarka
  - Chris Eagles, angielski piłkarz
  - Andre Ingram, amerykański koszykarz
  - Jiří Kladrubský, czeski piłkarz
  - Katarzyna Sowa, polska lekkoatletka, tyczkarka
- 1986:
  - Jeannie Ortega, amerykańska aktorka, piosenkarka, tancerka, autorka tekstów
  - Dayron Robles, kubański lekkoatleta, płotkarz
  - Jessicah Schipper, australijska pływaczka
  - Milan Smiljanić, serbski piłkarz
- 1987:
  - Alice Carpanese, włoska pływaczka
  - Feng Zhe, chiński gimnastyk
  - Samantha Futerman, amerykańska aktorka
  - Filip Kaczyński, polski samorządowiec, polityk, poseł na Sejm RP
  - Natalia Kołat, polska tenisistka
  - Sílvia Soler Espinosa, hiszpańska tenisistka
- 1988:
  - Xavier Barachet, francuski piłkarz ręczny
  - Anatolij Bychowski, izraelski piłkarz pochodzenia rosyjskiego
  - Víctor Cuesta, argentyński piłkarz
  - Patrick Kane, amerykański hokeista
  - Jarlinson Pantano, kolumbijski kolarz szosowy
  - Júlio Tavares, kabowerdeński piłkarz
- 1989:
  - Kenneth Faried, amerykański koszykarz
  - Aleh Haroszka, białoruski hokeista
  - Marion Lotout, francuska lekkoatletka, tyczkarka
  - Patryk Strzeżek, polski siatkarz
  - Roman Trofimow, rosyjski skoczek narciarski
  - Tyga, amerykański raper
- 1990:
  - Thanyalak Chotphibunsin, tajska strzelczyni sportowa
  - Tatsuya Sakai, japoński piłkarz
  - Jessica Varnish, brytyjska kolarka torowa
  - Tomáš Vincour, czeski hokeista
  - Aidan Zingel, australijski siatkarz
- 1991:
  - Michael Conlan, irlandzki bokser
  - Wu Lei, chiński piłkarz
- 1992:
  - Floriana Bertone, włoska siatkarka
  - Brandon Frazier, amerykański łyżwiarz figurowy
  - Kevin Melgar, panamski piłkarz, bramkarz
  - James Tarkowski, angielski piłkarz pochodzenia polskiego
  - Alexander Tusch, austriacki siatkarz
- 1993:
  - Jennifer Janet Álvarez, kubańska siatkarka
  - Justin Anderson, amerykański koszykarz
  - Kerim Frei, turecki piłkarz
  - Alexei Koșelev, mołdawski piłkarz
  - Cleo Massey, australijska aktorka
  - Abu Halima as-Sa’id, egipski zapaśnik
  - Suso, hiszpański piłkarz
- 1994:
  - Ibrahima Mbaye, senegalski piłkarz
  - Gieorgij Żukow, kazachski piłkarz
- 1995:
  - Abella Danger, amerykańska aktorka pornograficzna
  - Kacper Filipiak, polski snookerzysta
  - João Nunes, portugalski piłkarz
- 1996:
  - Sherridan Atkinson, amerykańska siatkarka
  - Kryscina Cimanouska, białoruska lekkoatletka, sprinterka
  - Becka Leathers, amerykańska zapaśniczka
  - Merużan Nikojan, ormiański i argentyński zapaśnik
  - Liliána Szilágyi, węgierska pływaczka
- 1997:
  - Zach Collins, amerykański koszykarz
  - Rachel Parsons, amerykańska łyżwiarka figurowa
- 1999:
  - Konstandinos Giuwetsis, grecki piłkarz wodny
  - Davide Kovač, serbski siatkarz
  - Jewgienija Miedwiediewa, rosyjska łyżwiarka figurowa
  - Nándor Németh, węgierski pływak
  - Paweł Zygmunt, polski hokeista
- 2000:
  - Aleksander Balcerowski, polski koszykarz
  - Bernadett Nagy, węgierska zapaśniczka
  - Jevaughn Powell, jamajski lekkoatleta, sprinter
- 2001:
  - Gracjan Kozak, polski lekkoatleta, dyskobol
  - Aleksandra Majewska, polska gimnastyczka
  - Monika Skinder, polska biegaczka narciarska
- 2002 – Gaia Cauchi, maltańska piosenkarka
- 2003:
  - Yáser Asprilla, kolumbijski piłkarz
  - Remo Imhof, szwajcarski skoczek narciarski
  - Gift Mphande, zambijski piłkarz
  - Vicente Reyes, chilijski piłkarz, bramkarz

## Zmarli
- 496 – Gelazjusz I, papież (ur. ?)
- 498 – Anastazy II, papież (ur. ?)
- 1299 – Mechtylda z Hackeborn, niemiecka zakonnica, mistyczka, święta (ur. 1241/42)
- 1301 – Jan Romka, polski duchowny katolicki, biskup wrocławski (ur. ?)
- 1332 – Jakub Benfatti, włoski duchowny katolicki, dominikanin, biskup Mantui, błogosławiony (ur. ?)
- 1368 – Jan, hrabia Kleve (ur. 1292/93)
- 1381 – Tommaso da Frignano, włoski kardynał (ur. 1305)
- 1408 – Bálint Alsáni, węgierski duchowny katolicki, biskup Peczu, kardynał (ur. 1330)
- 1449 – Kunegunda ze Šternberka, czeska arystokratka (ur. 1425)
- 1492 – Maulana Dżami, perski mistyk, poeta, historyk, uczony, teolog (ur. 1414)
- 1515 – Klaudyna Grimaldi, seniorka Monako (ur. 1451)
- 1547 – Erasmus Lapicida, austriacki kompozytor (ur. 1440–45)
- 1557 – Bona Sforza, księżna Bari, królowa Polski, wielka księżna litewska (ur. 1494)
- 1568 – Vitellozzo Vitelli, włoski duchowny katolicki, biskup Città di Castello, Imoli i Carcassonne, kardynał (ur. 1531)
- 1581 – Iwan Iwanowicz, carewicz wszechrosyjski (ur. 1554)
- 1590 – Girolamo Zanchi, włoski duchowny i teolog kalwiński, pisarz (ur. 1516)
- 1601 – Elżbieta, księżniczka kurlandzka, księżna cieszyńska (ur. po 1575)
- 1630 – Johann Hermann Schein, niemiecki kompozytor (ur. 1586)
- 1634 – Aleksander Karol Waza, polski królewicz (ur. 1614)
- 1640 – Krzysztof Radziwiłł (młodszy), hetman polny litewski, wojewoda wileński, hetman wielki litewski, marszałek Sejmu (ur. 1585)
- 1649 – Piotr Zbylitowski, polski poeta (ur. 1569)
- 1665 – Nicolas Poussin, francuski malarz (ur. 1594)
- 1677 – Franciscus Junius (młodszy), holenderski humanista, lingwista, historyk sztuki (ur. 1591)
- 1684 – Stanisław Grudowicz, polski duchowny katolicki, kanonik poznański, założyciel kongregacji filipińskich (ur. 1611)
- 1690 – Jerzy Bock, polski pisarz religijny, poeta, tłumacz, archidiakon oleśnicki (ur. 1621)
- 1692:
  - Thomas Shadwell, angielski prozaik, dramaturg (ur. ok. 1642)
  - Jerzy Fryderyk Waldeck, książę Waldeck, niemiecki marszałek polny, holenderski generał (ur. 1620)
- 1698 – Petro Doroszenko, ukraiński dowódca wojskowy, hetman kozacki (ur. 1627)
- 1700 – Michał Franciszek Sapieha, koniuszy wielki litewski, generał armii cesarskiej (ur. 1670)
- 1703 – Człowiek w żelaznej masce, francuski więzień (ur. ?)
- 1714 – Aleksander Benedykt Sobieski, polski królewicz (ur. 1677)
- 1723 – Antoine Nompar de Caumont, francuski arystokrata, dworzanin, wojskowy (ur. 1632)
- 1728 – Leopold, książę Anhalt-Köthen (ur. 1694)
- 1739 – Wasilij Łukicz Dołgorukow, rosyjski dyplomata (ur. ok. 1670)
- 1750 – Franz Retz, czeski jezuita, generał zakonu (ur. 1673)
- 1758 – Maciej Poniński, polski magnat (ur.?)
- 1783 – Jean-Baptiste Perronneau, francuski malarz, grafik (ur. 1715)
- 1789 – Maria Anna Habsburg, arcyksiężniczka austriacka (ur. 1738)
- 1792 – Kazimierz Chlewiński, polski szlachcic, polityk (ur. ?)
- 1796 – Thomas Thynne, brytyjski arystokrata, polityk (ur. 1734)
- 1798 – Theobald Wolfe Tone, irlandzki bohater narodowy (ur. 1763)
- 1808 – Jacek Bzowski, polski szlachcic, polityk (ur. ?)
- 1810 – Jean-Georges Noverre, francuski tancerz, choreograf (ur. 1727)
- 1817 – Antoni Walenty Broniewski, polski rotmistrz (ur. ?)
- 1828 – Franz Schubert, austriacki kompozytor (ur. 1797)
- 1840:
  - (lub 18 listopada) Giovanni Francesco Falzacappa, włoski kardynał (ur. 1767)
  - Johann Michael Vogl, austriacki śpiewak operowy (baryton), kompozytor (ur. 1768)
- 1843 – Carlo Maria Pedicini, włoski kardynał (ur. 1769)
- 1846 – Maria Romanowa, wielka księżna rosyjska (ur. 1825)
- 1850 – Richard Johnson, amerykański polityk (ur. 1780)
- 1855 – Mihály Vörösmarty, węgierski poeta, prozaik, tłumacz (ur. 1800)
- 1860 – Károly Markó, węgierski malarz (ur. 1791)
- 1861 – Jan Dekert, polski duchowny katolicki, biskup pomocniczy warszawski (ur. 1786)
- 1863 – Michał Grabowski, polski pisarz (ur. 1804)
- 1866 – Franz von Paumgarten, austriacki baron, feldmarszałek, gubernator Galicji (ur. 1811)
- 1868 – William Sidney Mount, amerykański malarz (ur. 1807)
- 1869 – José Balaca, hiszpański malarz (ur. 1800)
- 1870 – François de Rochebrune, francuski wojskowy, generał w służbie polskiej, organizator oddziału żuawów śmierci w powstaniu styczniowym, wolnomularz (ur. 1830)
- 1873 – John P. Hale, amerykański prawnik, polityk, abolicjonista (ur. 1806)
- 1875 – Pietro de Silvestri, włoski kardynał (ur. 1803)
- 1879 – Ryszard Berwiński, polski poeta, tłumacz (ur. 1819)
- 1882 – Otho FitzGerald, brytyjski arystokrata, polityk, kompozytor, fotograf amator (ur. 1827)
- 1883 – Carl Wilhelm Siemens, niemiecki inżynier (ur. 1823)
- 1885:
  - Nikołaj Danilewski, rosyjski filozof, biolog, etnolog, historyk, socjolog (ur. 1822)
  - Gavril Dara, włoski pisarz, działacz narodowy pochodzenia albańskiego (ur. 1826)
- 1887:
  - Emma Lazarus, amerykańska poetka pochodzenia żydowskiego (ur. 1849)
  - Mitrofan (Wicynski), rosyjski biskup prawosławny (ur. 1807)
- 1889 – Elizabeth Clementine Stedman, amerykańska poetka (ur. 1810)
- 1891 – Gustav Spangenberg, niemiecki malarz historyczny (ur. 1828)
- 1892 – Antonio de Torres Jurado, hiszpański gitarzysta, lutnik (ur. 1817)
- 1895 – Napoleon Lucjan Bonaparte, francuski kardynał (ur. 1828)
- 1898 – Don Carlos Buell, amerykański major-generał (ur. 1818)
- 1899 – Aleksander Brodowski, polski inżynier kolejowy (ur. 1855)
- 1904 – Wojciech Eljasz-Radzikowski, polski malarz (ur. 1814)
- 1907 – Oskar Bülow, niemiecki prawnik, wykładowca akademicki (ur. 1837)
- 1908:
  - Mathias Bersohn, polski bankier, historyk sztuki i kultury pochodzenia żydowskiego (ur. 1824)
  - Tomasz Pajzderski, polski architekt, wykładowca akademicki (ur. 1864)
- 1909 – Tadeusz Żłobikowski, polski psychiatra (ur. 1840)
- 1911 – Siegfried Anger, niemiecki nauczyciel, teolog protestancki, archeolog (ur. 1837)
- 1912 – Erazm Szpaczyński, polski fizyk, chemik, nauczyciel (ur. 1848)
- 1915 – Joe Hill, amerykański związkowiec, pieśniarz, poeta, dramaturg (ur. 1879)
- 1918:
  - Pawło Dumka, ukraiński rolnik, poeta, działacz społeczny, polityk (ur. 1854)
  - Stefan Linke, polski plutonowy POW (ur. 1898)
  - Joseph F. Smith, amerykański duchowny mormoński (ur. 1838)
  - Ludwig Stieda, niemiecki lekarz, anatom, antropolog, wykładowca akademicki (ur. 1857)
- 1919 – Alexandru Vlahuță, rumuński prozaik, poeta (ur. 1858)
- 1920:
  - Seweryn Rymaszewski, polski podpułkownik piechoty (ur. ?)
  - Friedrich Wilhelm Schindler, austriacki przedsiębiorca, wynalazca (ur. 1856)
- 1922:
  - Aleksandr Dogiel, rosyjski histolog, wykładowca akademicki pochodzenia polskiego (ur. 1852)
  - Heinrich Obersteiner, austriacki neurolog, neuroanatom, wykładowca akademicki (ur. 1847)
  - Charles Thias, amerykański przeciągacz liny (ur. 1879)
- 1924:
  - Thomas Ince, amerykański aktor, reżyser, scenarzysta i producent filmowy (ur. 1882)
  - Michael Logue, irlandzki duchowny katolicki, arcybiskup Armagh i prymas całej Irlandii, kardynał (ur. 1840)
- 1929 – Tadeusz Leliwa, polski śpiewak operowy (tenor) (ur. 1875)
- 1931:
  - Willy Vorkastner, niemiecki lekarz sądowy, psychiatra, neurolog, wykładowca akademicki (ur. 1878)
  - Xu Zhimo, chiński poeta, prozaik (ur. 1897)
- 1934 – Edwin Sidney Broussard, amerykański polityk (ur. 1874)
- 1935 – Silverio Izaguirre, hiszpański piłkarz (ur. 1897)
- 1937 – Nikita (Dielektorski), rosyjski biskup i święty prawosławny (ur. 1876)
- 1938:
  - Lew Szestow, rosyjski filozof, wykładowca akademicki, emigrant (ur. 1866)
  - Konrad Szubert, polski inżynier leśnik (ur. 1886)
  - Pawieł Wojłosznikow, rosyjski strzelec sportowy (ur. 1879)
- 1940:
  - (lub 22 listopada) Wacław Berent, polski pisarz (ur. 1873)
  - Bob Glendenning, angielski piłkarz, trener (ur. 1888)
  - Noj Trocki, radziecki architekt pochodzenia żydowskiego (ur. 1895)
  - Robert Warren, irlandzki rugbysta (ur. 1865)
- 1941 – Joseph Burnett, australijski komandor (ur. 1899)
- 1942:
  - Else Berg, holenderska malarka pochodzenia polsko-żydowskiego (ur. 1877)
  - Ilja Fondaminski, rosyjski rewolucjonista, polityk, publicysta, wolnomularz (ur. 1880)
  - Bruno Schulz, polski pisarz, malarz, grafik pochodzenia żydowskiego (ur. 1892)
  - Samuel Mommie Schwarz, holenderski malarz, grafik pochodzenia żydowskiego (ur. 1876)
- 1943:
  - Şəmsulla Əliyev, radziecki kapitan (ur. 1915)
  - Gustav Kieseritzky, niemiecki wiceadmirał (ur. 1893)
- 1944 – Włodzimierz Kościuk, polski kapitan żandarmerii (ur. 1895)
- 1946:
  - Adolf Kamienobrodzki, polski architekt (ur. 1871)
  - Jerzy Leopold Stiasny, polski żołnierz ZWZ/AK (ur. 1919)
- 1947:
  - Wincenty Hermanowski, polski farmaceuta, samorządowiec, prezydent Białegostoku (ur. 1875)
  - Stanisław Ostoja-Chrostowski, polski rzeźbiarz, malarz, grafik (ur. 1897)
- 1948:
  - Adam Ankenbrand, niemiecki funkcjonariusz i zbrodniarz nazistowski (ur. 1887)
  - Slavo Cagašík, czeski taternik, narciarz, pilot (ur. 1921)
  - Quirin Flaucher, niemiecki funkcjonariusz i zbrodniarz nazistowski (ur. 1915)
  - Hermann Grossmann, niemiecki funkcjonariusz i zbrodniarz nazistowski (ur. 1901)
  - Hermann Helbig, niemiecki funkcjonariusz i zbrodniarz nazistowski (ur. 1902)
  - Josef Kestel, niemiecki funkcjonariusz i zbrodniarz nazistowski (ur. 1904)
  - Franz Kofler, niemiecki funkcjonariusz i zbrodniarz nazistowski (ur. 1917)
  - Rene Korsitzky, niemiecki funkcjonariusz i zbrodniarz nazistowski (ur. 1913)
  - Gustav Petrat, niemiecki funkcjonariusz i zbrodniarz nazistowski (ur. 1924)
  - Theo Schmitz, niemiecki funkcjonariusz i zbrodniarz nazistowski (ur. 1904)
  - Hans Wolf, niemiecki funkcjonariusz i zbrodniarz nazistowski (ur. 1902)
- 1949:
  - Jusup Akajew, radziecki major pilot (ur. 1922)
  - James Ensor, belgijski malarz, grafik, pisarz, kompozytor (ur. 1860)
  - Leokadia Śliwińska, polska działaczka socjalistyczna, niepodległościowa i feministyczna (ur. 1875)
- 1951:
  - Leopold Andrian, austriacki dyplomata, polityk, pisarz (ur. 1875)
  - Charles Buchwald, duński piłkarz (ur. 1880)
  - Aleksander (Winogradow), rosyjski biskup prawosławny (ur. 1882)
- 1952:
  - Maurycy Godowski, polski dziennikarz, pedagog, działacz harcerski (ur. 1877)
  - Arno Saxén, fiński patolog, wykładowca akademicki (ur. 1900)
- 1953 – Jakub Bodziony, polski nauczyciel, związkowiec, działacz ludowy, polityk, poseł na Sejm RP (ur. 1886)
- 1954:
  - Henri Berr, francuski historyk, filozof (ur. 1863)
  - Werner Krogmann, niemiecki żeglarz sportowy (ur. 1901)
- 1956:
  - Lew Rudniew, radziecki architekt (ur. 1885)
  - Józef Trenkwald, polski major kawalerii, jeździec sportowy (ur. 1897)
- 1957 – Emil Henriques, szwedzki żeglarz sportowy (ur. 1883)
- 1958:
  - Vittorio Ambrosio, włoski generał, polityk (ur. 1879)
  - Jerzy Zabielski, polski major, szablista (ur. 1897)
- 1959:
  - Joseph Charbonneau, kanadyjski duchowny katolicki, arcybiskup Montrealu (ur. 1892)
  - Nikołaj Nikolski, rosyjski historyk, religioznawca, etnograf, pisarz, publicysta (ur. 1877)
  - Edward Tolman, amerykański psycholog (ur. 1886)
- 1960 – Phyllis Haver, amerykańska aktorka (ur. 1899)
- 1961 – Al Keller, amerykański kierowca wyścigowy (ur. 1920)
- 1962:
  - Horst Plischke, niemiecka ofiara muru berlińskiego (ur. 1939)
  - Edy Reinalter, szwajcarski narciarz alpejski (ur. 1920)
  - Grigol Robakidze, gruziński filolog, literaturoznawca, poeta, prozaik, emigracyjny działacz narodowy (ur. 1882)
- 1963:
  - Carmen Amaya, hiszpańska tancerka i śpiewaczka flamenco pochodzenia romskiego (ur. 1918)
  - Ilja Kawierin, radziecki starszy sierżant (ur. 1910)
  - Zofia Wójcicka-Chylewska, polska pisarka, dramaturg, tłumaczka (ur. 1876)
- 1964 – Maria Kierzkowa, polska aktorka (ur. 1896)
- 1965 – Earl Johnson, amerykański lekkoatleta, długodystansowiec (ur. 1891)
- 1966:
  - Bolesław Bielawski, polski prawnik, adwokat, polityk, senator RP (ur. 1882)
  - Zbigniew Dunajewski, polski rzeźbiarz (ur. 1907)
- 1967:
  - Władimir Baszew, bułgarski poeta, działacz komunistyczny (ur. 1935)
  - Kazimierz Funk, polski biochemik pochodzenia żydowskiego (ur. 1884)
  - João Guimarães Rosa, brazylijski pisarz, dyplomata (ur. 1908)
  - Karl-Gustaf Vingqvist, szwedzki gimnastyk (ur. 1883)
- 1969 – Bernard Elliott, brytyjski lekkoatleta, sprinter (ur. 1918)
- 1970:
  - Abdelaziz Ben Tifour, algiersko-francuski piłkarz, trener (ur. 1927)
  - Andriej Jeriomienko, radziecki dowódca wojskowy, marszałek ZSRR (ur. 1892)
  - Marija Judina, rosyjska pianistka (ur. 1899)
  - Dolindo Ruotolo, włoski tercjarz franciszkański, Sługa Boży (ur. 1882)
- 1971:
  - Jakub Glatsztejn, polsko-amerykański poeta, prozaik, krytyk literacki, publicysta pochodzenia żydowskiego (ur. 1896)
  - Bill Stern, amerykański komentator sportowy (ur. 1907)
- 1972:
  - Stanisław Wultański, polski major piechoty (ur. 1889)
  - Siemion Zadionczenko, radziecki polityk pochodzenia żydowskiego (ur. 1898)
- 1973 – Mike Salay, amerykański kierowca wyścigowy, konstruktor samochodów (ur. 1909)
- 1974 – Alessandro Momo, włoski aktor (ur. 1956)
- 1975 – Jerzy Jędrzejewicz, polski pisarz, tłumacz (ur. 1902)
- 1976:
  - Bolesław Napierała, polski kolarz, szosowy, torowy i przełajowy (ur. 1909)
  - Stanisław Waupszasow, radziecki pułkownik, oficer wywiadu (ur. 1899)
- 1977 – Władysław Hańcza, polski aktor (ur. 1905)
- 1978:
  - Hayden C. Covington, amerykański radca prawny Towarzystwa Strażnica Świadków Jehowy (ur. 1911)
  - Ananiasz Rojecki, polski geofizyk, działacz karaimski (ur. 1896)
- 1979 – Dorothy Burlingham-Tiffany, amerykańska psychoanalityk (ur. 1891)
- 1980 – Jerzy Kołakowski, polski inżynier, wykładowca akademicki (ur. 1907)
  - Walery Jasiński, polski duchowny katolicki, działacz polonijny (ur. 1904)
- 1982:
  - Erving Goffman, amerykański socjolog, pisarz (ur. 1922)
  - Bolesław Mrówczyński, polski pisarz (ur. 1910)
- 1984:
  - George Aiken, amerykański polityk (ur. 1892)
  - Martín Marculeta, hiszpański piłkarz, trener (ur. 1907)
  - Ferenc A. Váli, węgierski prawnik, politolog, pisarz (ur. 1905)
- 1985 – Stepin Fetchit, amerykański aktor, komik (ur. 1902)
- 1987 – Clara Petrella, włoska śpiewaczka operowa (sopran) (ur. 1914)
- 1990:
  - Anatolij Drygin, radziecki wojskowy, polityk (ur. 1914)
  - Liliana Lubińska, polska neurobiolog (ur. 1904)
  - Tadeusz Natanson, polski muzyk, kompozytor, teoretyk muzyczny, pedagog (ur. 1927)
  - Sun Liren, tajwański generał (ur. 1900)
  - Jerzy Szopa, polski polityk, dyplomata, minister żeglugi (ur. 1930)
  - Stanisław Szyszko, polski chirurg (ur. 1912)
- 1991 – Wołodymyr Janiw, ukraiński historyk, psycholog, poeta, wykładowca akademicki, działacz nacjonalistyczny i emigracyjny (ur. 1908)
- 1992 – Diane Varsi, amerykańska aktorka (ur. 1938)
- 1993 – Leonid Gajdaj, rosyjski reżyser filmowy (ur. 1923)
- 1995:
  - Antoni Chętko, polski aktor (ur. 1917)
  - Charles Doe, amerykański rugbysta (ur. 1898)
- 1996:
  - Gabriel Alonso, hiszpański piłkarz (ur. 1923)
  - Phil Hankinson, amerykański koszykarz (ur. 1951)
- 1997:
  - Jan Danek, polski piosenkarz (ur. 1923)
  - Zofia Majewska, polska neurolog (ur. 1907)
- 1998:
  - Eugenia Basara-Lipiec, polska poetka, krytyk literacki (ur. 1947)
  - Alan J. Pakula, amerykański reżyser, scenarzysta i producent filmowy (ur. 1928)
- 1999 – Henri Giraud, francuski pilot (ur. 1920)
- 2001 – Halina Mickiewiczówna, polska śpiewaczka operowa (sopran koloraturowy) (ur. 1923)
- 2004:
  - Helmut Griem, niemiecki aktor (ur. 1932)
  - Martin Malia, amerykański historyk (ur. 1924)
  - John Vane, brytyjski farmakolog, laureat Nagrody Nobla (ur. 1927)
  - Trooper Washington, amerykański koszykarz (zm. 1944)
- 2005:
  - Erik Balling, duński reżyser i scenarzysta filmowy (ur. 1924)
  - Zbigniew Florczak, polski pisarz, tłumacz, krytyk sztuki (ur. 1923)
  - Todi Lubonja, albański dziennikarz, działacz komunistyczny, więzień polityczny (ur. 1923)
- 2006:
  - Zygmunt Bielawski, polski aktor (ur. 1937)
  - Francis Girod, francuski aktor, reżyser, scenarzysta i producent filmowy (ur. 1944)
  - Ernest Pusey, amerykański superstulatek (ur. 1895)
- 2007:
  - André Bettencourt, francuski przedsiębiorca, polityk (ur. 1919)
  - Anna Czapska, polska architekt (ur. 1919)
  - Wiera Gran, polska piosenkarka, aktorka pochodzenia żydowskiego (ur. 1916)
  - Florian Kapała, polski żużlowiec (ur. 1929)
  - Józef Sażycz, białoruski polityk, prezydent Białorusi na emigracji (ur. 1917)
  - Magda Szabó, węgierska pisarka (ur. 1917)
- 2008:
  - Carole Caldwell Graebner, amerykańska tenisistka (ur. 1943)
  - Kazimierz Szablewski, polski historyk, dyplomata (ur. 1927)
  - Łeonid Szlifer, radziecki i ukraiński działacz gospodarki rolnej (ur. 1927)
  - Dick Wilson, amerykański aktor (ur. 1916)
  - Adam Zientek, polski szybownik, pilot doświadczalny (ur. 1919)
- 2009 – Paweł Biernacki, polski malarz-samouk (ur. 1956)
- 2010:
  - Ladislav Demeterffy, chorwacki piosenkarz (ur. 1933)
  - Eystein Eggen, norweski pisarz (ur. 1944)
  - Piotr Hertel, polski kompozytor (ur. 1936)
- 2011:
  - Ömer Lutfi Akad, turecki reżyser filmowy (ur. 1916)
  - Kazimierz Bielenin, polski archeolog (ur. 1923)
  - Basil D’Oliveira, brytyjski krykiecista (ur. 1931)
- 2012:
  - Albrecht Lempp, niemiecki slawista, tłumacz (ur. 1953)
  - Warren Rudman, amerykański polityk (ur. 1930)
  - Borys Strugacki, rosyjski pisarz science fiction (ur. 1933)
- 2013:
  - Taisija Czenczik, ukraińska lekkoatletka, skoczni wzwyż (ur. 1936)
  - André Filippini, szwajcarski bobsleista (ur. 1924)
  - Diane Disney Miller, amerykańska inspiratorka budowy parku rozrywki Disneyland (ur. 1933)
  - Matthias N'Gartéri Mayadi, czadyjski duchowny katolicki, arcybiskup Ndżameny (ur. 1942)
  - Marianna Popiełuszko, polska rolniczka, matka Jerzego (ur. 1920)
  - Frederick Sanger, brytyjski biochemik, laureat Nagrody Nobla (ur. 1918)
  - Antoni Tomiczek, polski major pilot (ur. 1915)
  - Charlotte Zolotow, amerykańska pisarka (ur. 1915)
- 2014:
  - Jeremiah Coffey, australijski duchowny katolicki, biskup Sale (ur. 1933)
  - Mike Nichols, amerykański reżyser filmowy (ur. 1931)
- 2015 – Włodzimierz Wójcik, polski prawnik, polityk, wojewoda świętokrzyski (ur. 1953)
- 2016:
  - Krystyna Berwińska, polska pisarka, tłumaczka (ur. 1919)
  - Jacques Henry, francuski kierowca wyścigowy i rajdowy (ur. 1942)
  - Józef Mayer, polski chemik (ur. 1939)
- 2017:
  - Claudio Báez, meksykański aktor (ur. 1948)
  - Andrea Cordero Lanza di Montezemolo, włoski duchowny katolicki, dyplomata watykański, kardynał (ur. 1925)
  - Marian Grynberg, polski fizyk, wykładowca akademicki pochodzenia żydowskiego (ur. 1940)
  - Jarosław Hasiński, polski dziennikarz (ur. 1957)
  - Aleksandër Lalo, albański kompozytor muzyki filmowej (ur. 1949)
  - Charles Manson, amerykański muzyk, przestępca, przywódca sekty (ur. 1934)
  - Fernando Matthei, chilijski generał sił powietrznych, polityk, minister zdrowia (ur. 1925)
  - Warren Moore, amerykański piosenkarz (ur. 1939)
  - Jana Novotná, czeska tenisistka (ur. 1968)
  - Della Reese, amerykańska aktorka, piosenkarka (ur. 1931)
- 2018:
  - Sulejman Dibra, albański aktor (ur. 1943)
  - Apisai Ielemia, tuvalski polityk, premier Tuvalu (ur. 1955)
  - Czesław Mostek, polski kapitan, żołnierz AK, uczestnik powstania warszawskiego (ur. 1915)
  - Witold Sobociński, polski operator filmowy (ur. 1929)
- 2019:
  - Franciszek Bachleda-Księdzularz, polski działacz społeczny i samorządowy, prezes Związku Podhalan, polityk, senator RP (ur. 1947)
  - D.M. Jayaratne, lankijski polityk, minister, premier Sri Lanki (ur. 1931)
  - Martinus Dogma Situmorang, indonezyjski duchowny katolicki, biskup Padang (ur. 1946)
  - Lech Szczucki, polski historyk filozofii i kultury, wykładowca akademicki (ur. 1933)
  - Jusup Wilkosz, niemiecki kulturysta (ur. 1948)
- 2020:
  - Sebuh Czuldżjan, ormiański duchowny Apostolskiego Kościoła Ormiańskiego, arcybiskup Gugark (ur. 1959)
  - Reşit Karabacak, turecki zapaśnik (ur. 1954)
  - Hannu Lahtinen, fiński zapaśnik (ur. 1960)
  - Sergiusz Szarypkin, ukraiński filolog klasyczny, językoznawca, historyk (ur. 1941)
  - Stanisław Tekieli, polski dziennikarz, pisarz, tłumacz (ur. 1965)
- 2021:
  - Nina Agapowa, rosyjska aktorka (ur. 1926)
  - Guillermo Morón, wenezuelski historyk, pisarz (ur. 1926)
  - Will Ryan, amerykański aktor (ur. 1949)
  - György Schöpflin, węgierski politolog, polityk, eurodeputowany (ur. 1939)
- 2022:
  - Greg Bear, amerykański pisarz science fiction (ur. 1951)
  - Nico Fidenco, włoski piosenkarz, kompozytor (ur. 1933)
  - Jason David Frank, amerykański aktor, zawodnik MMA (ur. 1973)
  - Jerzy Olek, polski plastyk, teoretyk sztuki (ur. 1943)
  - Simon Stock Palathara, indyjski duchowny syromalabarski, biskup Jagdalpuru (ur. 1935)
- 2023:
  - Joss Ackland, brytyjski aktor (ur. 1928)
  - Marek Ałaszewski, polski gitarzysta, kompozytor, autor tekstów, członek zespołu Klan (ur. 1942)
  - Giuseppe Arzilli, sanmaryński polityk, kapitan regent San Marino (ur. 1941)
  - Rosalynn Carter, amerykańska działaczka społeczna, pierwsza dama (ur. 1927)
  - Włodzimierz Musiał, polski aktor (ur. 1931)
  - Vincentius Sensi Potokota, indonezyjski duchowny katolicki, biskup Maumere, arcybiskup Ende (ur. 1951)
  - Sara Tavares, portugalska piosenkarka, kompozytorka, gitarzystka (ur. 1978)
- 2024:
  - Cesare Bonizzi, włoski duchowny katolicki, kapucyn, wokalista heavymetalowy (ur. 1946)
  - Tony Campolo, amerykański socjolog, teolog i duchowny baptystyczny (ur. 1935)
  - Stanisław Oziemski, polski inżynier, profesor nauk technicznych (ur. 1923)
  - Barbara Rzeszotarska, polska chemik organik, profesor nauk chemicznych, nauczycielka akademicka (ur. 1936)